# Erdély történelme

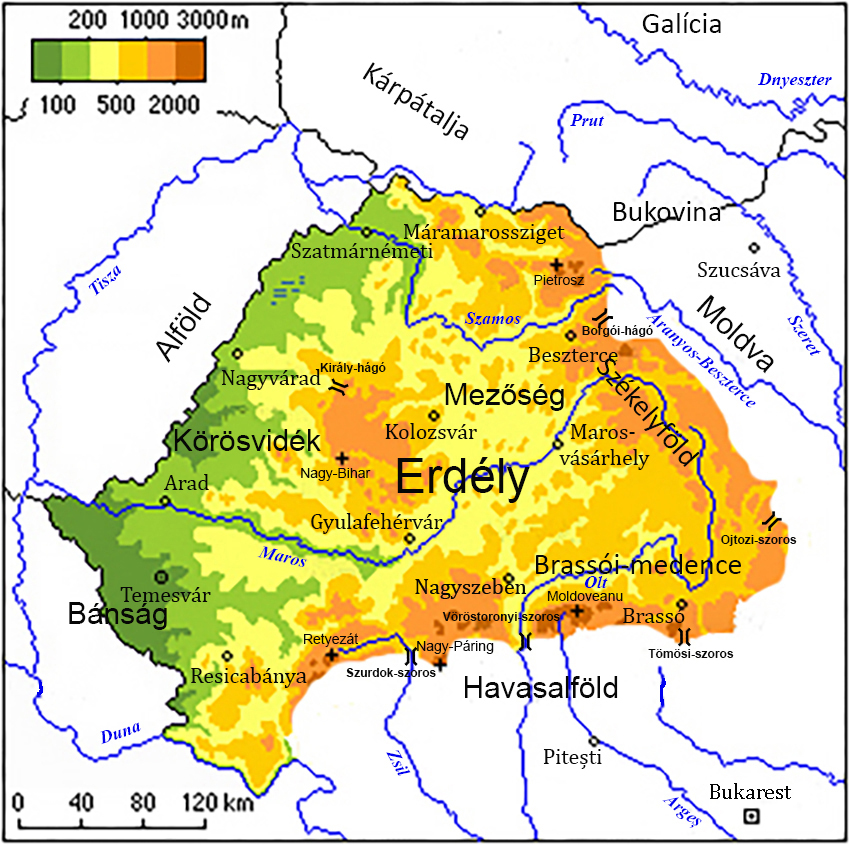
A széles értelemben vett Erdély hegy- és vízrajzi térképe

Erdély történelme sok évszázadon át összefonódott a magyar nép, az egész Magyarország történetével, mint ahogy a szomszédos román fejedelemségek történetével is. A magyar honfoglalástól Erdély a középkori magyar állam része lett. A 16. században, az ország három részre szakadása után török függésben létrejött a korlátozott államisággal rendelkező önálló Erdélyi Fejedelemség, de ez nem jelentette a kapcsolatok megszakadását Magyarországgal csakúgy, mint ahogy később a Habsburg-fennhatóság sem. A 17. században a Bocskai -felkeléssel Erdély különálló ország lett. A gazdasági és kulturális szálak végig összefűzték a területeket, a királyi Magyarország és az Erdélyi Fejedelemség újraegyesítésének törekvései tovább éltek. Másrészt, szoros együttműködés alakult ki a szomszédos román fejedelemségekkel is, különösen a törökellenes harcok kapcsán. 1848-ban az erdélyi országgyűlés kimondta az uniót Magyarországgal, bár a nem magyar nemzetiségek jelentős részének ellenkezése dacára, de a két ország politikai egységének történeti tudata és a társadalmi haladás jegyében. A kiegyezés után Erdély az Osztrák–Magyar Monarchia keretében Magyarországhoz tartozott, majd Trianon elszakította az országrészt és az 1918-tól Romániához került. 1940-ben Észak-Erdélyt Magyarország kapta meg a második bécsi döntésben, majd a második világháború után ez a rész is visszakerült Romániához. A 21. században Erdély és Magyarország az Európai Unió részeként a korábbiaknál sokkal közelebb került egymáshoz, újra megélénkülhettek a kapcsolataik.
A honfoglaló magyarok által Erdélynek (Erdőelve) elnevezett terület és közvetlen környéke korábbi történelmének összefoglalója az Erdély története a magyar honfoglalásig című cikk.

## Erdély története a honfoglalástól a mohácsi vészig

### Erdély a magyar állam létrejöttének folyamatában, majd a tatárjárásig
A honfoglaló magyarok első állomása Erdély volt, ahová több hágón át érkeztek. Itt került sor Álmos vezért szakrális feláldozására is. A 10–11. század fordulójától szinte egyszerre kezdődött meg a magyarság megtelepülése Erdély különböző részein, kezdve a stratégiai csomópontban lévő Napoca ókori romjaival. A 10. században  a magyarság elsőrosban Erdély  északnyugati részét szállta meg, különösen a Kis-Szamos völgyét és mellékfolyóit, és kisebb számban az Aranyos és a Maros völgyét is.
A 11. század elején a szentistváni államalapítás és a keresztény térítés nyomán a régészet adatai szerint eltűntek a lovas-fegyveres magyar „pogány” temetők, viszont a magyar (és nemcsak) köznép zökkenő nélkül élt és temetkezett tovább a keresztény királyság idején is. E temetők Erdélynek az akkori gazdasági színvonalon lakható területén szinte egyenletesen oszlanak el.
A hatalmi központok közül a legjelentősebb Gyulafehérvár volt, a gyulák székhelye. Itt a kutatások szerint egy bolgár fennhatóság alatt álló közigazgatási központ volt, amelyet a magyar törzsek a 10. század közepén legkésőbb meghódítottak. A 11. század végétől Erdély védelmére székelyeket telepítettek Magyarország más részeiből Dél-Erdélybe és Beszterce környékére, ahonnan később, a 12. század végén  a mai Székelyföld területére telepítették át őket határvédelmi célokból.
A legfontosabb honfoglaló magyar nemzetségek Erdélyben a Zsombor, az Agmánd, a Kalocsa, a Borsa és az első ismert őséről Mikolának nevezhető nemzetségek. Velük kapcsolatban Anonymus adatai egy fokkal hitelesebbek, mint más mesés elbeszélései. A honfoglaló nemzetségek leszármazottaira is jellemző az állatalakos címer (a Zsombor-oroszlán és Agmánd-farkas mellett a Gyerők szarvasa, a Borsák hala és a Kalocsák madara). Birtokaik a későbbi királyi, püspöki várak körül terültek el, ami azt jelzi, hogy eredetileg azok a területek és az övéik voltak. Anonimus Erdély meghódításakor említi a románok vezérét is Gelout, ám reális személyként való létezését más források hiányában számos történél elutasítja.
Erdély lakossága már ekkor is változatos etnikai és nyelvi összetételű volt. A kevés dokumentum és krónika nem ad világos képet Erdély 10–12. századi népességének etnikai kötődéséről. A helynévanyag alapján elmondható, hogy több helyen sűrűbben éltek szlávok (Küküllők völgye, Szamosok vidéke, Szilágyság), akik viszont elég korán beolvadtak vagy a magyar népességbe (lásd Vista, Visa, Kraszna Kovászna Csernáton), vagy más vidékeken a román népességbe (Beszterce, Naszód, Hunyad, Krassó, Küküllők dombsága), mivel a 13. századtól a megmaradt dokumentumok nem utalnak szlávokra, vagy sokkal ritkábban, mint a magyarokra vagy románokra.  Az utolsó gyulák neve szláv eredetű volt (Zombor, Prokuj. Zombor leányainak neve is (Sarolt és Karold) arra mutat hogy gyulafehérvári udvarában a szláv, a bolgár-török és a (finnugor) magyar nyelvet is ismerték és használták.
István király országegyesítő győzelmei után után Erdélyben is vármegyéket szervezett. A Marostól délre eső terület egészében királyi birtok lett melynek élén erdélyi vagy „külső magyarországi” nagyurak közül kiválasztott vajda állt. Először "princeps"-et említenek a dokumentumok, majd 1176-ban megjelenik az "Eustachius wajvoda", aki egyben gyulafehérvári ispán is volt. Erdély egész területének a vajdai igazgatás alá helyezése 1263-ra fejeződött be. A 13. század közepére Erdélyben egy viszonylag zárt, szláv foltokkal és német népszigetekkel tarkított, de zömében magyar etnikumú települési terület alakult ki.
A székelység első erdélyi szállásterületei a Marostól délre terültek el, a Háromszéki-medencébe csak a 13. században kerültek székelyek. II. Géza magyar király telepített Erdélybe először nagyobb számban szászokat. A románok betelepülése is a 12. században kezdődött; II. András korában már bizonyos önálló területekkel rendelkeztek.
A 13. század előtti források nem tartalmaznak utalást az oláhokra (románokra) sem Magyarország, sem Erdély, sem Havasalföld területén. A források Havasalföldet addig nagyrészt lakatlan erdős területként írják le. A magyar királyok válasza az oláhok és a kunok Al-Duna menti letelepedésére jól mutatja, mennyire komolyan vették ezt: első lépésként püspökséget hoztak létre a térségben, és sürgették a pápát, hogy küldjön missziókat a pogány és ortodox szertartású újonnan érkezők megtérítésére.

### Erdély a tatárjárástól a mohácsi vészig
A tatárjárás talán Erdélyben okozta a legsúlyosabb károkat Magyarországon. Az emberveszteségek pótlására a király szászok és románok újabb csoportjait telepítette be. A románok esetében ez sok esetben a hagyvidéken nagyobb arányban túlélő népességnek a folyóvölgyekbe telepítését jelentette (lásd Kolozsmonostor).  A tartárjárás veszteségeiről nagyon szemléletesn írt a korabeli nagyváradi Rogerius mester, a  Carmen miserable című krónikájában.
IV. Béla politikai hatalma a katonai vereségek következtében megrendült, a nagyurak támogatásának elnyerése érdekében hatalmas birtokok eladományozására kényszerült. Megindult a nemesség kialakulása korábban a királyi várakban élő szabadok köréből, a köznép pedig jobbágysorba süllyedt. A magyar és német telepesekből, a hasonló jogokat elnyert régi várnépekből megkezdődött az erdélyi magyar városi polgárság kialakulása is.
IV. Béla halála után a magyar királyok és az oligarchák állandósuló harcai Erdélyre is kiterjedtek. Róbert Károly aztán hosszas küzdelmek eredményeképpen felülkerekedett a kiskirályokon és fia, Nagy Lajos idejére is kiterjedően viszonylagosan békés fejlődés köszöntött be Erdélyben is.
Ebben az időszakban erősödött meg az erdélyi társadalom fejlődésének sajátos vonása, a három rendi „nemzet” kialakulása. A magyar nemesség, a székelység és a szászok nem annyira etnikai alapon, hanem sajátos jogi helyzetükre támaszkodva különültek el egymástól. Azonban felismerték közös érdekeiket, és szövetséget kötöttek, amit a részben a központi hatalommal szemben, részben a jobbágyság ellen érvényesítettek, különösen az erdélyi parasztháborúk idején.
Az erdélyi gyökerű Hunyadi János, a leghíresebb erdélyi vajdaként jobban szívén viselte a tartomány sorsát, mint egymást gyorsan váltó külső magyarországi elődei; országos feladatai azonban túlnyomó részt követeltek munkásságából. Fia, Mátyás király szigorú központosító politikája azonban ellenállást váltott ki, ami nemesi felkeléshez is vezetett. A lázadást kemény kézzel verte le, de utána nagyobb figyelmet fordított Erdélyre, jobban megválogatta vajdáit is.
Mátyás halála után kiújultak az oligarchia pártharcai. Időközben megjelent a török Erdély határán, és betörésekkel jelezte hódító törekvéseit. A Hunyadiak idejében Erdély szerepe felértékelődött a magyar országi politikában. Az erdélyiek egyre nagyobb befolyásra törekedtek. 1510-ben Szapolyai János lett az erdélyi vajda. A mohácsi csata előtt már sejteni lehetett, hogy az erdélyi seregek nélkül a csata kimenetele kérdéses lesz. A történészek sokat vitáztak azon, hogy az erdélyi seregek késlekedése szándékos volt-e Mohácsnál. Az 1526-os mohácsi csata után Erdély történelme új korszakba lépett.

## Erdélyi Fejedelemség

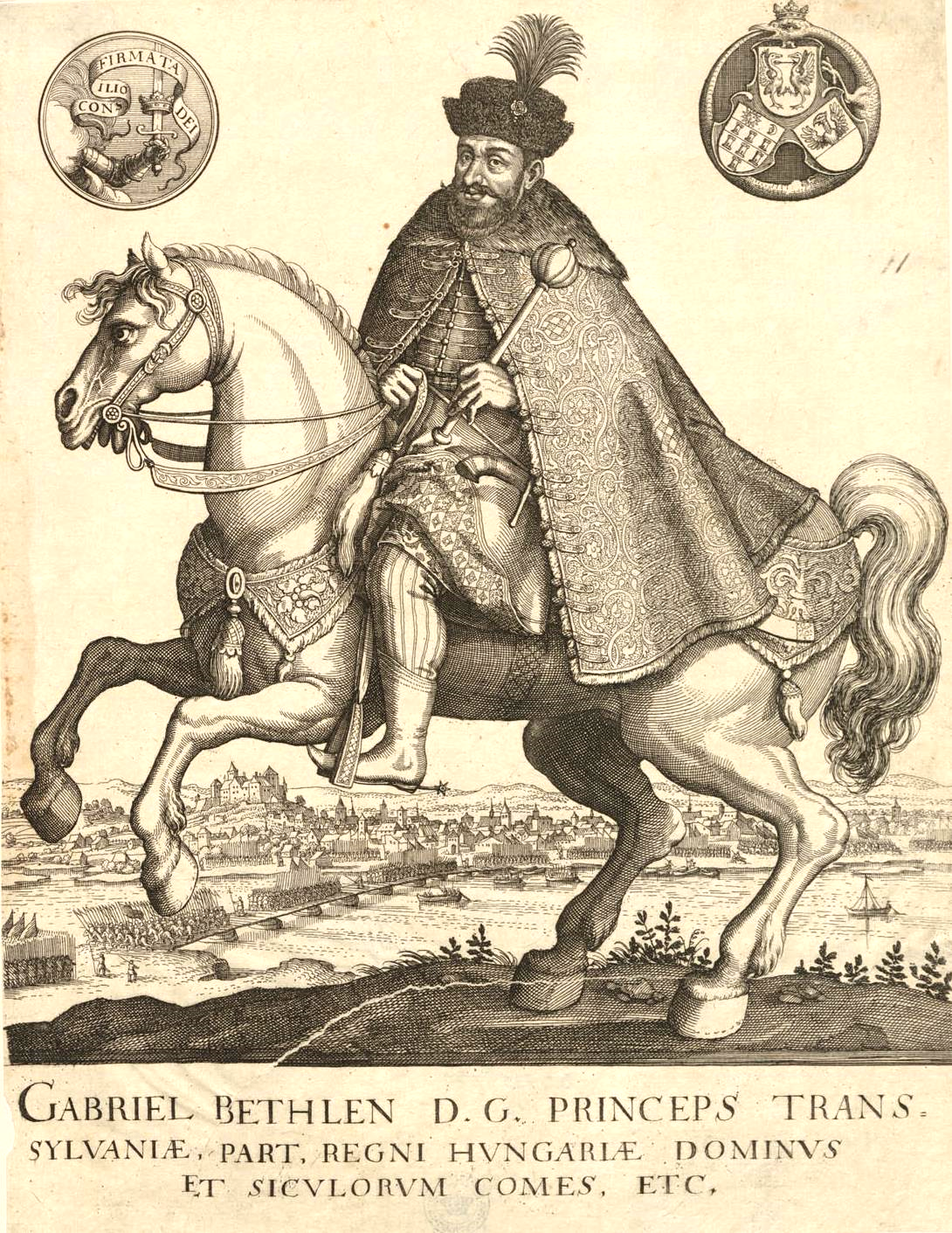
Bethlen Gábor, a „nagy fejedelem”

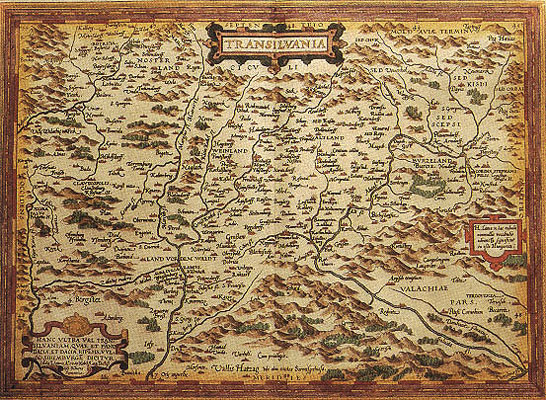
Erdély a 16. században Zsámboky János térképén

1526-ban a törökökkel vívott mohácsi csata után a Magyar Királyság szétesett. Ezután Erdély névleges török fennhatóság alatt, de gyakorlatilag önálló államként létezett.
Az Erdélyi Fejedelemség a kettős királyválasztás következményeként, az Oszmán Birodalom által támogatott keleti magyar királyságból alakult ki, amikor II. (Szapolyai) János lemondott a királyi címről, így ő lett az első erdélyi fejedelem János Zsigmond néven. Ő volt az, aki az 1568-as tordai országgyűlésen a világon elsőként törvényben rögzítette a lelkiismereti és vallásszabadságot a négy hivatalos felekezet (katolikus, lutheránus, református, unitárius) számára. A román ortodox egyházat hivatalosan nem ismerték el, azaz nem kapott olyan privilégiumokat, mint a "bevett" vallásfelekezetek, mivel addig a felemelkedő (nemesi rangot szerzett) románok a nemességhez tartoztak, nagyobb részük katolikus lett, évszázadok alatt, és a magyar nemesekkel történő vegyes házasságok révén sokan el is magyarosodtak (bár Hunyad, Fogaras, Máramaros, Kővár-vidék, Zaránd, Krassó és Szörény megyék nemességének többsége román származású volt a középkorban).  A románság egésze pedig ekkor még nem alakított ki önálló nemzeti mozgalmat, nem fogalmazta meg követeléseit. Az erdélyi magyar fejedelmek többségükben a református (kálvinista) vallás hívei voltak. 
Az erdélyi magyar fejedelmek többségükben a református (kálvinista) vallás hívei voltak. A reformáció óriási hatást gyakorolt a magyar tudomány és a magyar nyelvű irodalom fejlődésére,  de az erdélyi szász és román anyanyelvi könyvkiadás, írásbeliség is fejlődött, a fejedelmek is finanszíroztak román nyelvű bibliafordítást és kiadást ( Palia de la Orastie/ Szászvárosi Ótestamentum[4] 1582, Gyulafehérvári román Biblia/Noul Testament de la Bălgrad, 1648, Coresi és Honterus tevékenysége Brassóban).
Az Erdélyi Fejedelemség a történelmi Erdély területén kívül a volt Magyar Királyság más területeit is birtokolta. Ezt a széles területsávot nevezték latin szóval Partiumnak (magyarul „Részek”). A János Zsigmond és a Habsburgok között 1570-ben létrejött speyeri szerződés értelmében ide tartozott a teljes Máramaros, Bihar, Zaránd, Közép-Szolnok és Kraszna vármegye, majd később Arad, Temes és Szörény vármegyék területe is a Partium része lett.
Az Erdélyi Fejedelemség fennállása jelentős részében az Oszmán Birodalom vazallusa volt. Uralkodóit az erdélyi országgyűlés választotta, de hatalmi jelvényeit eredetileg a szultántól kapta, évi adó fizetésére volt köteles, valamint kül- és hadügyeiben is a szultánnak volt alávetve. Az Oszmán Birodalomtól való függetlenséget csak a legerősebb fejedelmek alatt sikerült biztosítani.
A román történetírás nagy jelentőséget tulajdonít annak a ténynek, hogy 1599. november 1. és 1601. augusztus 5. között Erdélyt rövid időre meghódította Vitéz Mihály havasalföldi vajda. Azonban Erdély az ő uralma alatt is különálló marad. (Mihály vajdát Basta György császári tábornok emberei gyilkolták meg Miriszlónál.)
A 17. század első fele az Erdélyi Fejedelemség virágkora volt. Bethlen Gábor fejedelem gyulafehérvári udvarában a tudományok és művészetek bőkezű támogatásra találtak. Bethlen Gábor a protestáns uralkodók oldalán sikeresen avatkozott be a harmincéves háborúba, aminek következtében az Erdélyi Fejedelemség nagyhatalmi rangra emelkedett Európában. A két nagy erdélyi főúri család, a Báthoriak és a Rákócziak több kiemelkedő erdélyi fejedelmet is adtak.
1650 körül Vasile Lupu a moldvai vajda egy a szultánnak írt levelében arról tanúskodik, hogy a románok száma meghaladja a lakosság egyharmadát. Evlija Cselebi történetíró és török utazó negyven éven keresztül utazott az Oszmán Birodalom területén és annak szomszédos vidékein, utazása Magyarországon 1660 és 1666 között zajlott. A 17. századi Erdély fejlődése olyan előrehaladott volt, hogy vonzerőt jelentett a területére vágyó idegeneknek, Evlija Cselebi azt írja, hogy a román jobbágyok tömegesen vándorolnak Erdélybe, mivel a román földek uralkodói rendkívül kíméletlenek velük és szerintük Erdélyben igazságosság, jogi rend és alacsony adók vannak.
Az Erdélyi Fejedelemség népességének pontos etnikai-nyelvi összetételét nem ismerjük. Tekintettel arra, hogy a Fejedelemséghez jelentős magyarországi (alföldi) vármegyék is tartoztak (lásd Partium), egész Debrecenig, a népességnek nagyobb része lehetett magyar, mint a történeti (Belső) Erdélyben. A Fejedelemségnek mintegy 1-1,2 millió lakosa lehetett.  A két legnagyobb nyelvi-etnikai közösséget a magyarok (és székelyek), illetve a románok, alkották, a létszámát tekintve harmadik közösség a szászok voltak, és kisebb számban éltek még más etnikumok (örmények, zsidók, ruszinok, cigányok) is. Ám a nemesség többsége magyar nyelvű volt, így a székelyek elöljáróival együtt az állam politikai jellege és hagyományai a magyar vonatkozásokat hangsúlyozta, bár a román fejedelemségekkel való kapcsolatok is sokrétűek és jelentősek voltak. Vasile Lupu, Moldva uralkodója (1634–1653) hangsúlyozni kívánva az erdélyi románok nagy számát, 1650-ben azt írta a török Portának, hogy Erdély lakosságának egyharmada román. Vasile Lupu a gyulafehérvári ortodox mitropolitával, Erdély meghódításáról szőtt terveket, de végül nem vágott bele ebbe a kalandba. Ezt a népesség-összetételi becslést azonban sem az újabb magyar, sem pedig a román történeti demográfiai szakmunkák nem tartják helyesnek (ennél magasabbnak feltételezik) . Az 1600-as években a kelet-partiumi megyék népességének jelentős része és a szász székek összeírásai alapján a Szászföld népességének is közel fele román volt (korábban ez az arány kisebb, de jelentős volt).
Az 1699-ben kötött Habsburg–török karlócai béke értelmében Erdély Habsburg kormányzás alá került.

## 18. század

Az Erdélyi Nagyfejedelemség címere

A 16. és 17. században az oszmán hódítás a Magyar Királyságot csatatérré változtatta. Magyarország etnikai szerkezete jelentősen megváltozott a hosszú évszázadokig tartó háborúk következtében. Az oszmán megszállás idején Erdélyi Fejedelemség megőrizte a magyar államiság folytonosságát. Az 1599 és 1604 közötti Habsburg–Havasalföldi katonai hadjáratok, valamint az 1657 és 1661 közötti oszmán–tatár hadjáratok pusztító hatással voltak a térségben élő magyarokra,  a Partium és a Székelyföld magyar etnikai blokkjaival összeköttetésben lévő magyar települések szenvedték el a legnagyobb pusztítást. Az mohácsi csata (1526) és a Rákóczi szabadságharcának leverése (1711) között a késő középkori Magyar Királyság magyar és katolikus többségű lakosságszerkezete felbomlott, Erdélyben a románok lettek a többség, a magyarok pedig kisebbségi néppé váltak, a jobban védett hegyvidéki területeken a román lakosság folyamatosan növekedett, a Havasalföldről és Moldovából érkező bevándorlásnak köszönhetően is.
1704-ben az erdélyi országgyűlés II. Rákóczi Ferenc személyében ismét fejedelmet választott. A Rákóczi-szabadságharc bukása után állandósult a Habsburg uralom. Erdély megőrizte területi különállását, mint osztrák tartomány valamelyes autonómiát kapott, amelyet az Erdélyi Diéta (Országgyűlés) által az erdélyi nemesség gyakorolt, gyakran a császárhű arisztokrata kormányzók gubernátorok által.
1712–1713-ban a Verwaltungsgericht – az osztrák közigazgatási hatóság – által végzett becslés szerint Erdély lakóinak etnikai-nemzetiségi megoszlása: 47% magyar, 34% román, 19% német (szász és sváb). A korabeli adóösszeírásokat elemezve azonban később a kutatók más eredményre jutottak. Az Acsády Ignác-féle adóösszeírások legfrissebb korrekciója szerint, 1715-20-as években a történeti Erdély népességének 30-31% magyar, 48-50% román, 17% német (szász és sváb) etnikumú volt. A későbbi összeírások alapján, 1760-65-ben, vagy az 1785-87. évi osztrák népszámláláskor az Erdélyi Nagyfejedelemség népességének mintegy 55- 58%-a sorolható a román, és 25-27%-a a magyar (és székely) népességhez, a fennmaradó részét főleg szászok, kisebb részt zsidók, örmények és cigányok/romák tették ki. Ebben az időszakban az összeírások nem tartalmazták a lakosság etnikai vagy nyelvi hovatartozását, csak a név jellegéből vagy a vallási hovatartozásból következtetjük ki a népesség etnikai-nyelvi összetételét, ezért kisebb pontatlanságokra számíthatunk ezek becslésekor.
Az 1744-es erdélyi törvény a románokat mint újonnan érkező nemzetet említi. Báró Dániel István, az 1744-es erdélyi nemzetgyűlés tagja, az abban az évben írt emlékeztetőjében azt írja, hogy a románok népesség növekedése elképesztő, és számos olyan falu, amelyet 50 évvel ezelőtt részben oláhok, részben magyarok vagy szászok laktak, mára teljesen az újonnan érkező oláhok utódai által van benépesítve.
A 18. században Erdélyből sok magyar és román paraszt vándorolt ki az Alföldre (főleg Bihar és Arad megyék területére), emellett románok érkeztek (főleg 1740–1760 között) a Kárpátokon túlról. Ugyanakkor Erdélyből Moldvába is történik kivándorlás, amit a csángó népesség számának gyarapodása is mutat (lásd Madéfalvi veszedelem). E migrációs mozgások pontos mértékét azonban nem ismerjük.
„Az Erdélybe való bevándorlók legnagyobb részét a Havasalföldről és Moldvából érkezők adják, kisebb (legnagyobbrészt visszavándorlás) a Magyarországból (az ekkor külön kormányzat alatt lévő Bánságot is ideértve) Erdélybe irányuló bevándorlás. A két román fejedelemségből való beáramlás sok évtizedes vitakérdésében a bevándorlás egészének méreteit tekintve a becsléseknél tartunk. Jancsó Benedek félmilliós román bevándorlást feltételezett (Magyarországra és Erdélybe együttvéve), Dávid Zoltán (szintén mindkét országra) 350–400 ezres számot tart valószínűnek. Anélkül, hogy most a becslések értékelésével foglalkoznánk, jelezzük röviden azt, amit a történetírás a bevándorlás okairól megállapított: a fanarióta-uralommal súlyosabbá válnak a havasalföldi–moldvai román paraszt terhei, s Erdélyben nagyobb biztonságot, fejlettebb civilizációs feltételeket remél.”
Lásd még: Betelepülések és betelepítések Magyarországra
1717-ben az országban (utolsó alkalommal) krími tatárok törtek be és nagy pusztítást vittek keresztül (utolsó tatárjárás).
A Habsburg uralom kezdetén a volt Partium teljes területét visszacsatolták Magyarországhoz, 1733-ban azonban III. Károly király Kraszna, Közép-Szolnok és Zaránd vármegyéket ismét Erdély részévé tette, ekkortól a tartomány az Erdélyi Nagyfejedelemség nevet vette fel a Monarchián belül.
A Habsburg-politika egyik fő célja 1711 és 1750 között Erdély rekatolizációja volt, illetve a négy "bevett" vallás egyensúlyának megbontása. A református fejedelmek idején üres római katolikus püspöki széket betöltötték, új rendházakat létesítettek és elősegítették a románok vallási unióját a római katolikus egyházzal.
A megerősödött katolicizmus fő támadási iránya az önmagára sérelmesnek vélt törvények eltörlésének követelése. A kérdés 1741–43-ban a katolikus- és Habsburg-ellenes törvények eltörlésének s a Pragmatica Sanctio becikkelyezésével tetőzik. 1744-ben a rendek elfogadják az Erdély és a Porta kapcsolatáról szóló rendelkezések és a fejedelemválasztási jog eltörlését, törvénybe iktatják a Pragmatica Sanctiót s végül a katolikusellenes törvények eltörlését.
Sajátos területe volt tehát a katolikus térhódításnak Erdélyben a görög hitűek vallási uniója. Az unió kezdeti látványos sikereit a Rákóczi-szabadságharc viharai alaposan meggyengítették. Az 1711 utáni fél évszázadban ugyan legálisan csak görög katolikus hitű egyház működött Erdélyben, de szinte megállapíthatatlan, hogy Erdély görög hitű lakosságából ki (görög katolikus) unitus és ki (görögkeleti) ortodox, ezért több összeírást is elrendelt a császári udvar.
1764. január 7-én Buccow osztrák tábornok az erőszakos sorozás ellen tiltakozó székelyek közé lövetett. Száznál is többen meghaltak, és az üldöztetés elől több ezren Moldvába, a csángók közé vándoroltak (madéfalvi veszedelem).
A korszak politikai történetének kormányzati és rendi kezdeményezéseken kívüli mozzanata a román nemzeti mozgalom politikai jelentkezése. A görögkatolikus püspök kezdeményezésére napirendre kerül az erdélyi románság mint politikai entitás guberniumi képviseletének követelése, emellett 1735 másik nagy eseménye, hogy Inocențiu Micu-Klein működésében: megjelenik megnyilatkozásaiban a dák–római folytonosság történeti koncepciója. 1733-ban az országgyűlésen is felolvassák Inocențiu Micu-Klein kérvényeit s III. Károly rendeletét. A rendek azonban kételkednek (valójában alappal) a görögkatolikus vallási unió szilárdságában. A püspökkel bemutattatják egyháza kátéját és hitvallását. Rendben lévőknek találják őket, de szükségesnek látják a román papság és hívei összeírását is. (Erre az igényre válaszul születik az 1733-i összeírás.) A nemzeti és paraszti követelések egyesítése a nemzeti mozgalomban, az erdélyi román nemzeti mozgalomnak ez a majd két évszázadra alapvető sajátossága itt jelenik meg először; A püspök egy utolsó merész politikai sakkhúzása, hogy zsinatot hív össze Balázsfalvára(Blaj), amelyen a kléruson kívül erdélyi román világiak (nemesek és jobbágyok) is részt vesznek, még ortodoxok is. Ez már valóban nemzeti gyűlés volt, s az egyetlen ilyen román gyűlés 1848 (Balázsfalva) előtt.
A Supplex libellus Valachorum Transsilvaniae, „az erdélyi románok kétségtelenül legfontosabb 18. századi politikai irománya (szerzői között voltak: Samuel Micu Klein, Gheorghe Șincai, Ioan Budai-Deleanu, Ignaţiu Darabant váradi unitus püspök, Méhesi, a további közreműködőket illetően tart a vita a történeti irodalomban. A kérvény 1791 márciusában készült el. Történeti érvelése a dák–római folytonosság elméletéhez igazodik, annak összes nyilvánvaló gyengeségeivel. A polgári nacionalizmus ébredésekor általános volt, hogy a realitásoktól a múltba kalandozik. Azt azonban alappal szögezi le a Supplex libellus Valachorum, hogy a románság a legszámosabb nép Erdélyben, és a tartomány politikai jogaiból többnyire ki voltak szorítva. Követelései: a románok negyedik rendi "nemzetként" való bevétele, elfogadása, a román papságnak, nemességnek és közrendűeknek a három natio megfelelő rétegeivel azonos jogok biztosítása, vegyes vagy tisztán román névhasználat románok lakta vagy román többségű törvényhatóságoknál és helységeknél. A Supplex libellus Valachorum még a rendiség keretei közt kívánt helyet teremteni a románságnak. A román nacionalizmus 1791-ben politikai követeléseiben még nem volt polgári jellegű.

## 19. század

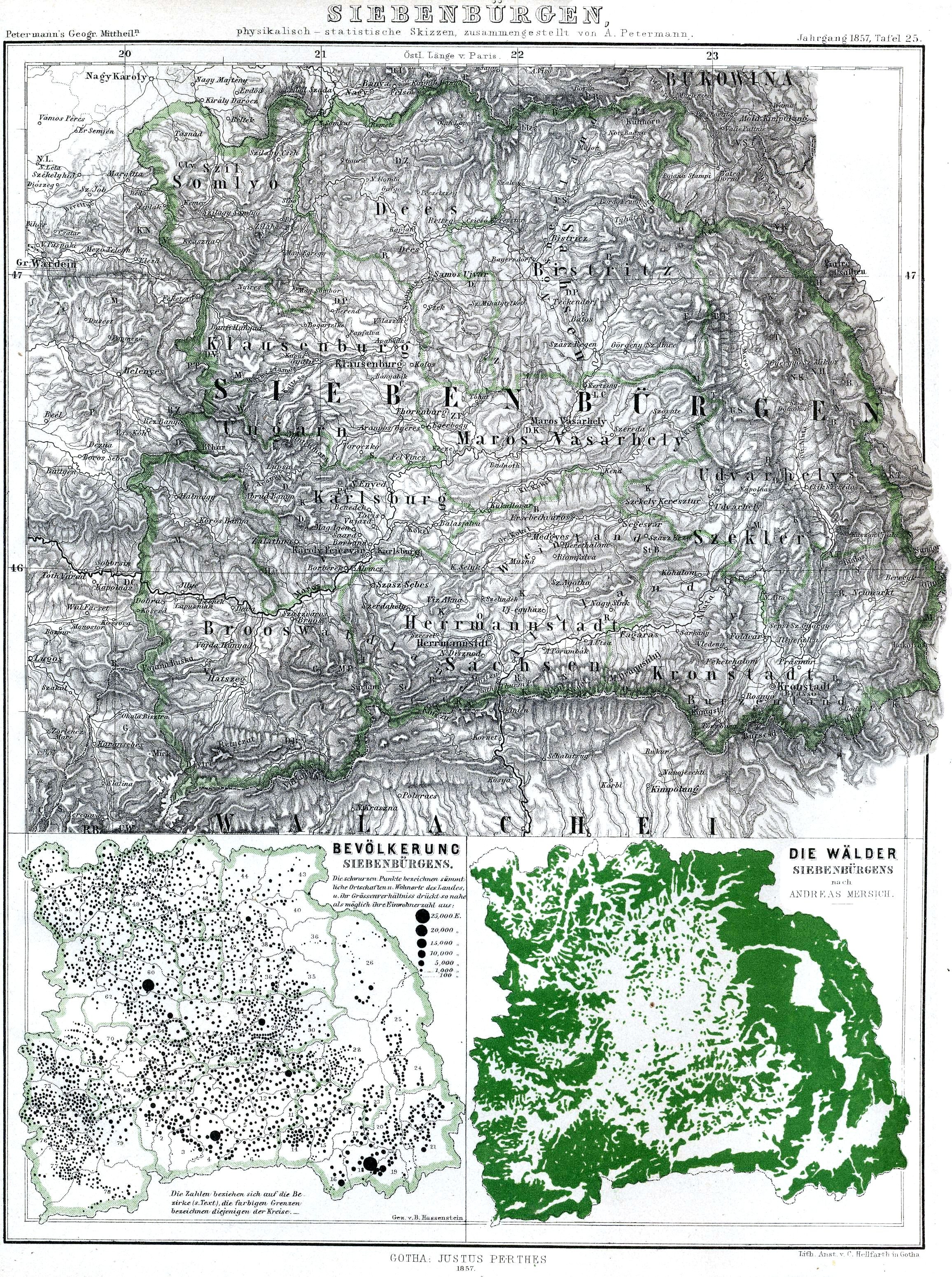
Erdély (1857)

1848. március 15-én a Habsburgok felé intézett pesti 12 pont záró pontja az Erdéllyel való egyesítést követelte (a 12. pont így szólt: „Unio.”). Az éledő román nacionalizmus az Avram Iancu-vezette román nemzeti törekvésekhez vezetett, elutasítva Erdély unióját Magyarországgal magyar szabadságharccal. A fellázadt románok forradalmi Nemzetgyűlést hívtak össze Balázsfalvára, megfogalmazván célkitűzéseiket, majd saját "forradalmi közigazgatást" alakítottak ki az erdélyi vármegyékben, prefektusokat neveztek ki. Több helyen polgárháborús konfliktusok alakultak ki,  brutális vérengzések amely egyes Fehér és Kolozs vármegyei településeken a magyar lakosok pusztulásához vezetett. A román-magyar forradalmi megbékélés szükségességét többen felismerték. Cezar Bolliac, vérbeli forradalmi költő Brassóban lapot indított, az Espatriatult, amelyben olykor még eszmetársait is megdöbbentő hévvel ítélte el az erdélyi román politikát, mindenekelőtt annak tudatosításával, „hogy ma egész Európában csak egyetlen küzdelem van, a szabadság és a zsarnokság, a népek és a trónok között”. A román és magyar nemzeti szabadságtörekvések összehangolásának szándékából nem lett volna semmi Nicolae Bălcescu fáradhatatlan tevékenysége nélkül. Ő abból indult ki, hogy az elnyomott nemzeteknek „előbb közösen kellene kivívniuk felszabadulásukat s csak azután foglalkozniuk a maguk részleges felszabadításával” A megegyezés azonban későn történt meg, az 1848-as forradalmat és szabadságharcot a császári és cári erők legyőzték, és bevezették az abszolutizmust a Monarchia tartományaiban, így Erdélyben is.
Az 1848 utáni két évtized politikai kérdései között kiemelt jelentőségű volt a jobbágyfelszabadítás lezárása, de a tartomány modernizációjának jogi szabályozása is. Nem kis mértékben ennek alakulása határozta meg a paraszt és az "úr" (a régi nemesség) viszonyát az államhatalomhoz, mindegyik attól várva a számára kedvező megoldást. S ugyancsak ennek kimenetele alakította a társadalmon belüli feszültségek további változását. Hosszú előkészítő munkálatok eredményeként 1854. június 21-én – jó egy évvel a magyarországi hasonló rendelkezés után – császári pátens, az „úrbéri nyílt parancs” intézkedett a jobbágyfelszabadítás jogi végrehajtásáról, a nyitva hagyott kérdések rendezéséről.
Az utolsó erdélyi országgyűlések (amelyen a tartomány etnikai-nyelvi képviselete is a korábbiaknál arányosabban érvényesült) fontos lépések születtek a tartomány modern, többnyelvű jogenyenlőségének kialakítása irányában: 1863-ban törvénybe iktatták, hogy a tartománynak három hivatalos nyelve van, a magyar, román és a német.
Az 1867-es osztrák-magyar kiegyezés révén Erdély ismét Magyarország szerves része lett az Osztrák–Magyar Monarchián belül. Sajnos Erdély önálló, többnyelvű polgárosodási folyamatát az Unió leállította, megszüntetve a tartomány minden önállóságát és különállóságát, még az "Erdély" regionális megnevezés használatát is kerülték a dualizmus idején (helyette a "Királyhágóntúl" konstrukciót használták)
Az 1867-es osztrák-magyar kiegyezést követően az 1868. évi nemzetiségi törvény értelmében az erdélyi románok és szászok magyarországi 'nemzetiségek' lettek, és csak helyi közigazgatási szinten adott nyelvhasználati jogokat a nem-magyar közösségeknek, semmilyen regionális-területi autonómiát nem bíztosított (kivéve a horvátokat, akiknek autonómiát adtak, lásd a magyar-horvát kiegyezést). Az erdélyi románok nem fogadták el az Uniót, ezért politikai passzivitásba vonultak, és bojkottálták az Országgyűlési választásokat egészen a Morarchia felbomlásáig.

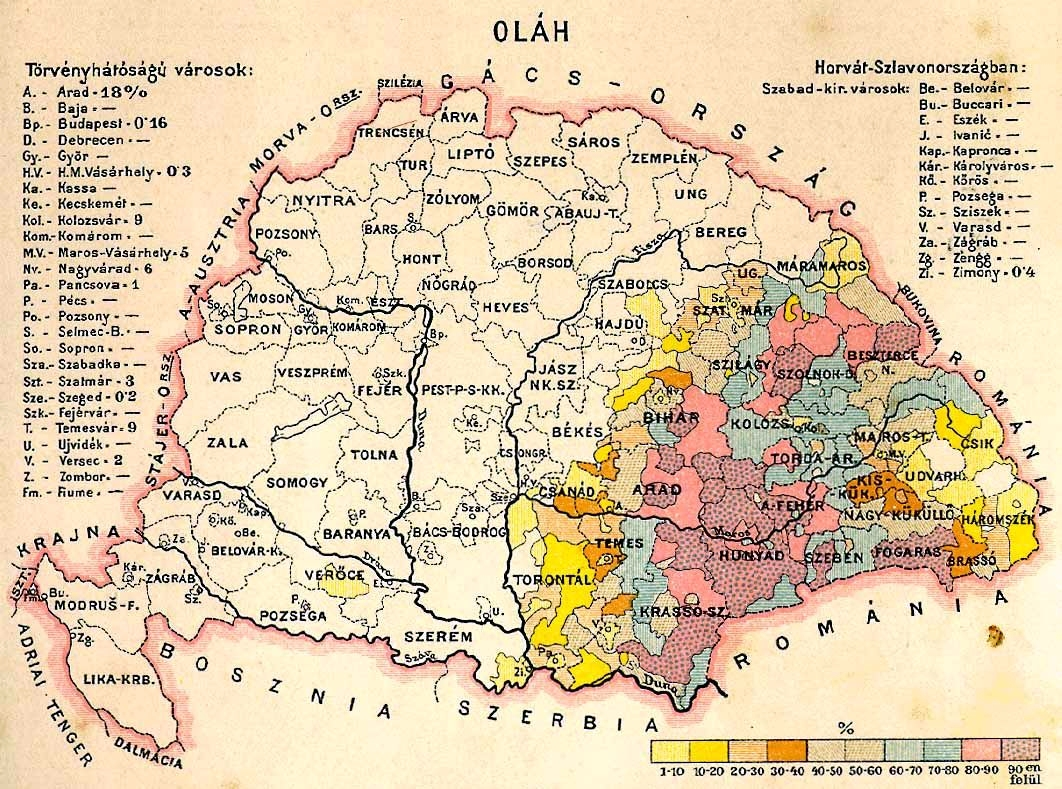
Románlakta területek a Magyar Királyságban 1890-ben

A magyar uralkodóosztály dualizmus idején folytatott nemzetiségi politikája a nemzeti mozgalmak elnyomására törekedett. Hiába figyelmeztetett néhány gondolkodó (például Mocsáry Lajos) a román autonómia-törekvések korlátozásának veszélyeire (lásd: Memorandum-per).

## 20. század

A II. világháború előtt és alatt Magyarországhoz visszacsatolt területek és az etnikai összetételük

Az 1910. évi nemzetiségi megoszlás a következő volt: magyarok 34,2%, románok 55,1%, németek 8,7%, egyéb 2%.
Az első világháború alatt még jobban felerősödtek a román nacionalista mozgalmak. Az addig a központi hatalmakkal barátinak tekintett Románia az antant oldalán szállt háborúba, mivel Franciaország és Anglia részéről ígéretet kapott Erdély megszerzésére. 1916-ban román csapatok törtek be Erdélybe. Az osztrák-magyar erőket csak késve tudták mozgósítani, de végül (német segítséggel) győztek: 1918 nyarán aláírták a bukaresti békét, melyben Románia elismerte világháborús veszteségét. Azonban az Osztrák–Magyar Monarchia 1918 októberére katonailag összeomlott, Magyarország is kikiáltotta a függetlenségét az őszirózsás forradalom nyomán. Ezzel egy időben a Román Királyság csapatai újra hadat üzenve megkezdték Erdély, majd Partium és a Tiszántúl megszállását. 1918. december 1-jén tartott gyulafehérvári román nagygyűlés kimondta Erdély egyesülését Romániával, amit 1920-ban az antant hatalmak a trianoni békeszerződéssel jóváhagytak. A Károlyi-rezsim ezzel szemben a magyar sereget szélnek eresztette, így a Székely Hadosztályon kívül senki sem vette fel a harcot a megszálló erőkkel – egészen a Magyarországi Tanácsköztársaság 1919 márciusi megalakulásáig.
1918 után, egy államilag irányított folyamat részeként a Kárpátokon túlról érkező románok telepedtek le. Bár ez a jelenség a tág értelemben vett Erdély népességének etnikai összetételét kis mértékben érintette, az 1930. évi népszámlálás szerint a területnek csak 57%-a volt román nemzetiségű, ez az 1910. évi  Népszámlálás 53%-ához képest nem volt jelentős változás, tekintettel az 1918-21. években sorra került, Magyarországra történő kivándorlásra is (főleg korábbi hivatalnokok, tanárok stb., valamint akik a trianoni Magyarország területén születtek). Ennek egyik oka, hogy sok (főleg értelmiségi, hivatalnoki) állás üresedett meg a magyarok anyaországba való áttelepülésével, és a román állam sem szívesen foglalkoztatott az új közigazgatásban magyarokat, akik rendszerint nem is tudtak magasabb szinten (pl. írni) románul. Másrészt a térség gazdaságilag jobb helyzetben volt, mint Románia többi része, így magasabb életszínvonallal kecsegtetett az áttelepülés.
Az 1940-es második bécsi döntés visszaadott Magyarországnak 43 492 km²-t, Erdély északi és keleti részét, benne a 80%-ban magyarok által lakott Székelyfölddel, de kb. 1 060 000 románnal is (a terület népessége a román statisztikák szerint 1939-ben román többségű volt, míg az 1941. évi magyar népszámlálás már 52%-os magyar többséget mutatott ki, igaz, hogy időközben több mint 100 ezres nagyságrendű magyar népesség "menekült" át Dél-Erdélyből, és hasonló nagyságrendű román népesség távozott Észak-Erdélyből Romániába). A második világháború alatt azután sok, magát magyarnak valló észak-erdélyi zsidót hurcoltak el lakóhelyéről – az 1941-es népszámlálás adatai alapján. A második világháborút lezáró 1947-es párizsi békeszerződés a bécsi döntéseket érvénytelenítette, a területet újra  Romániának ítélte.
Az 1945-ben hatalomra került új vezetés a kommunista eszme internacionalista jellege alapján és a szovjet nemzetiségi politika mintájára kezelte a magyar kisebbség helyzetét. Nagy arányban vettek részt magyarok a kommunista pártban is, ahol a korábbi mellőzöttség után elismerték őket.
A többségében magyarok által lakott területek (például Székelyföld) Sztálin közbenjárására egy darabig (1950-1960, 1968) rendelkeztek területi autonómiával (MAT), azután azonban változott a szovjet – és a román – politika, így megszüntették azt. Ceaușescu a nacionalizmus felerősítése révén próbálta meg az egyre jobban elnyomorodó országban hatalmát fenntartani. 

Tüntetés a falurombolás ellen – 1988

Az 1980-as évek végén meghirdette a falurombolást, de ezt már nem sikerült véghezvinnie.
Az 1989. december végi forradalom (a Ceaușescu-diktatúra megdöntése) után Romániában is megszólalhattak addig kegyetlenül elnyomott vélemények, hangok.  Az 1989 decemberében kezdődött rendszerváltási időszak igen sok megpróbáltatással járt (Marosvásárhelyi etnikai konfliktus „fekete március”, bányászjárások Bukarestben). Az erdélyi magyarok politikai képviseletét és bizalmát a Romániai Magyar Demokrata Szövetség szerezte meg, minden későbbi politikai választás alkalmával. Az erdélyi román szavazók zöme több alkalommal is az ország nyugat-európai orientációját támogató középjobb koalíciókra és köztársasági elnökökre szavaztak, sok esetben markánsan eltérően az óromániai megyék szavazóinak többségétől. Románia első erdélyi köztársasági elnöke Klaus Werner Iohannis (2014–), volt Nagyszeben polgármestere. Románia erdélyi miniszterelnökei 1990 óta: Emil Boc és Ludovic Orban, miniszterelnök-helyettesei Markó Béla és Kelemen Hunor.
A román gazdaság nehézségei is szerepet játszanak abban, hogy a viszonylag fejlettebb Erdély egyre több lakója, mind román, mind magyar, nagyobb önállóságot szeretne a tartománynak. A Sabin Gherman erdélyi román újságíró nevével fémjelzett ProTransilvania Alapítvány tevékenysége is ebbe a keretbe illeszkedik bele, de a Kárpátokon túli románság körében nincs jelentős támogatottsága. A román politikai pártok ellenzik Erdély vagy a Székelyföld mindenfajta autonómiáját.
Erdély Románia 2007. évi európai uniós csatlakozásával jelentős fejlődésnek indult, bár sokan el is vándoroltak – ideiglenesen vagy véglegesen – az országból. Az erdélyi régiók egy főre jutó GDP-je vásárlóerő értéken (PPS) 2018-ban az EU-s átlag 61-68 százalékát érik el, ezzel a Kárpát-medence régióinak élvonalába kerültek (Budapest és Pozsony fővárosi régiókat most nem számoljuk), megelőzve az Alföldet és Dél-Dunántúlt, és megközelítve Szlovákia legtöbb régióját, amíg még 2007-ben és a megelőző évszázadban a Kárpát-medence sereghajtói voltak (Kárpátalját nem számítva). 